# Gerald Melzer
Gerald Melzer (Viena, 13 de Julho de 1990) é um tenista profissional austríaco. Ele nasceu em Viena, na Áustria. Ele é o irmão mais novo do top tenista austríaco Jürgen Melzer. Ele é o filho de Rudolf Melzer, um empresário austríaco e prefeito de Deutsch-Wagram, e Michaela, uma vendedora.

## Carreira
Gerald Melzer passou primeiramente no circuito de Futures, além de jogar challengers e vários eventos de duplas com o irmão. Ele começou a jogar na turnê em 2007, competindo em torneios na Áustria, bem como torneios Futures na África. Ele teve mais sucesso jogando duplas, em parceria com seu irmão para ganhar um challenger em Graz.

## Títulos

### Simples
| Legenda                |
| ---------------------- |
| Grand Slam (0)         |
| Tennis Masters Cup (0) |
| ATP Masters Series (0) |
| ATP Tour (0)           |
| Challengers (0)        |
| Futures (10)           |

| No. | Data                    | Torneio     | Superfície | Oponente                  | Placar      |
| --- | ----------------------- | ----------- | ---------- | ------------------------- | ----------- |
| 1.  | 6 de Setembro de 2010   | Bujumbura   | Saibro     | Bart Govaerts             | 6–2, 6–4    |
| 2.  | 13 de Setembro de 2010  | Kigali      | Saibro     | Stanislav Vovk            | 7–6(8), 6–0 |
| 3.  | 20 de Setembro de 2010  | Kampala     | Saibro     | Takanyi Garanganga        | 6–4, 6–4    |
| 4.  | 2 de Maio de 2011       | Orange Park | Saibro     | Daniel Garza              | 1–1, ret.   |
| 5.  | 31 de Outubro de 2011   | Bujumbura   | Saibro     | Ruan Roelofse             | 6–4, 6–2    |
| 6.  | 14 de Novembro de 2011  | Kigali      | Saibro     | Lukas Jastraunig          | 6–2, 6–4    |
| 7.  | 25 de Fevereiro de 2012 | Santiago    | Saibro     | Guillermo Rivera-Aránguiz | 7–6(4), 6–3 |
| 8.  | 13 Maio de 2012         | Orange Park | Saibro     | Tennys Sandgren           | 7–6(5), 6–3 |
| 9.  | 12 de Novembro de 2012  | Bujumbura   | Saibro     | Alessandro Bega           | 6-2, 6–3    |
| 10. | 27 de Novembro de 2012  | Kigali      | Saibro     | Sherif Sabry              | 6-4, 6–4    |
| 11. | 30 de Setembro de 2013  | Kigali      | Saibro     | Lukas Jastraunig          | 6-1, 6–1    |

## Ligações Externas
- Gerald Melzer na Associação de Tenistas Profissionais